# 潘穎
潘穎（1483年—？），字叔愚，浙江台州府寧海縣人，民籍，明朝政治人物。

## 生平
正德十一年（1516年）丙子科浙江鄉試第三十六名舉人，嘉靖二年（1523年）中式癸未科會試第二百五十八名，三甲第一百十四名進士。授江西丰城县知县，升南京吏部稽勳司主事，兼摄四司，嘉靖十年辛卯（1531年）特旨宣見，奇其奏對，超升郎中，不久去世。

## 家族
曾祖潘溥；祖父潘慈；父潘俊。前母王氏；母楊氏。永感下。兄潘頊。